# Daniela Galeotti
Daniela Galeotti (ur. 22 marca 1977 w Livorno) – włoska lekkoatletka specjalizująca się w skoku wzwyż.
W 1994 zdobyła brązowy medal gimnazjady. Bez powodzenia startowała w młodzieżowym czempionacie Starego Kontynentu (1999) oraz w halowych mistrzostwach Europy (2000). Piąta zawodniczka światowych igrzysk wojska z 2003. Wielokrotnie stawała na podium mistrzostw Włoch oraz reprezentowała kraj w meczach międzypaństwowych. 
Rekordy życiowe: stadion – 1,92 (3 lipca 1999, Pescara); hala – 1,92 (19 lutego 2000, Walencja). 

## Osiągnięcia
| Rok  | Impreza                        | Miejsce  | Pozycja           | Wynik |
| ---- | ------------------------------ | -------- | ----------------- | ----- |
| 1994 | Gimnazjada                     | Nikozja  | 3. miejsce        | 1,80  |
| 1999 | Młodzieżowe mistrzostwa Europy | Göteborg | 10. miejsce       | 1,82  |
| 2000 | Halowe mistrzostwa Europy      | Gandawa  | el. – 20. miejsce | 1,80  |
| 2003 | Światowe igrzyska wojskowych   | Katania  | 5. miejsce        | 1,83  |